# Kantipark.ch
kantipark.ch war ein nicht-kommerzielles Schweizer Internetradio. 2011 wurde es zum Webradio des Jahres gekürt. Nach eigenen Angaben war kantipark.ch das erste Schweizer Schüler-Internetradio.

## Allgemeines
kantipark.ch wurde fast ausschliesslich und ehrenamtlich von rund 30 Schülern der Kantonsschule am Burggraben in St. Gallen geführt und moderiert. Es war im Keller dieser Schule stationiert und somit neben der Zeitung «Ultimatum» das zweite Medium an der Schule.

## Geschichte
Die Kantonsschüler Felix Unholz und Jonas Vollmer, die bis zu diesem Zeitpunkt bei der lokalen Schülerzeitung tätig waren, hatten 2007 die Idee, ein Schülerradio auf die Beine zu stellen. Im Rahmen ihrer gemeinsamen Matura-Arbeit projektierten sie, sprachen bei der Schulleitung vor und konnten mit finanzieller Unterstützung des Ehemaligenvereins «O.U.T.» ein einfaches Radiostudio im Keller der Schule installieren. Im Frühling 2008 – genauer am «füftä füftä füfi füf» (am 5. Mai um 17:05 Uhr) – ging kantipark.ch dann auf Sendung.
Im Sommer 2012 wurden das Radiostudio renoviert und grosse Teile der technischen Gerätschaften ersetzt. Die Geldbeschaffung erfolgte über den Ehemaligenverein und Crowdfunding. Im November 2016 musste der Sendebetrieb wegen mangelndem Interesse seitens der Schüler eingestellt werden.

## Programm
An den meisten Wochentagen wurden abends zur Hauptsendezeit moderierte Sendungen ausgestrahlt und ausschliesslich über das Internet verbreitet. Während der restlichen Zeit lief ein automatisiertes Nonstop-Musikprogramm. Auf der Website schalteten die Verantwortlichen laufend Berichte zu aktuellen Geschehnissen auf der Welt, in St. Gallen und in der Schule auf. Ergänzt wurden diese durch Audiobeiträge, die auch am Sender zu hören waren.